# 伊林贾勒古达
伊林贾勒古达（Irinjalakuda）是印度喀拉拉邦Thrissur县的一个城镇。总人口28873（2001年）。

## 人口
该地2001年总人口28873人，其中男性13850人，女性15023人；0—6岁人口2826人，其中男1473人，女1353人；识字率87.09%，其中男性为87.75%，女性为86.48%。